# Lo squalo 2
Lo squalo 2 (Jaws 2) è un film thriller statunitense del 1978, diretto da Jeannot Szwarc e co-sceneggiato da Carl Gottlieb e Howard Sackler. È il primo sequel del celebre film Lo squalo (1975) e il secondo capitolo del franchise Lo squalo. Anche se sono stati prodotti altri due film della saga, Lo squalo 2 è generalmente indicato come il migliore dei tre sequel.
In quell'anno, il film fu il sequel che aveva ottenuto il maggior incasso nella storia del cinema, e restò settimo nella classifica dei 25 film con maggior incasso di tutti i tempi per oltre due decenni. La tagline, "Proprio quando sembrava che non ci fosse più pericolo (Just when you thought it was safe to go back in the water...)", divenne uno dei più famosi della storia del cinema e fu oggetto di parodie e altri omaggi in numerose situazioni.
Il franchise è proseguito con Lo squalo 3 (1983) e Lo squalo 4 - La vendetta (1987).

## Trama
Due sommozzatori sono intenti a esplorare sul fondale il relitto dell'Orca, la barca del cacciatore di squali Quint morto quattro anni prima durante la caccia alla quale partecipò Brody per uccidere un grande squalo bianco che aveva terrorizzato i bagnanti dell'Isola di Amity. Dopo aver fotografato i resti dell'imbarcazione, i due sub decidono di risalire, ma vengono attaccati e uccisi da un altro grande squalo bianco.
Il giorno successivo, il capo della polizia Martin Brody riceve la notizia della presenza di un panfilo nel vicino canale dove i due sub sono morti. Ordina quindi al suo vice, Hendricks, di investigare su quanto accaduto ai proprietari. Nel frattempo, lo squalo assale una sciatrice d'acqua, divorandola. La guidatrice del motoscafo si ferma a cercare l'amica scomparsa, ma viene attaccata a sua volta. Nel disperato tentativo di difendersi, si getta per errore una tanica di benzina addosso e quando usa una pistola lanciarazzi per cercare di colpire lo squalo, il carburante e la barca prendono fuoco: le fiamme raggiungono lo squalo che immediatamente si immerge, e il natante salta in aria uccidendo la donna, mentre lo squalo fugge, rimanendo deturpato dalle fiamme. Un'anziana signora che si trovava nella casa antistante alla spiaggia assiste all'esplosione e denuncia immediatamente l'accaduto alle autorità. A testimoniare ci sono anche due amici di Michael Brody, Tina ed Eddie. Brody incomincia a diventare sospettoso quando non vengono trovati i resti della guidatrice all'interno di quel che è rimasto del motoscafo. Durante le ricerche delle vittime, Hendricks aggancia accidentalmente un grosso cavo elettrico subacqueo, rischiando di far rimanere al buio tutta l'isola. Per evitare possibili danni al cavo, lo sgancia e rinuncia alla ricerca.
In aggiunta a questi drammatici avvenimenti, la carcassa di un'orca viene ritrovata spiaggiata e orrendamente mutilata. Brody a questo punto sospetta che dietro a tutti questi fatti ci sia un altro enorme squalo bianco. Una biologa marina, la dottoressa Elkins, è scettica a proposito della presenza di un simile animale, ma conferma a Brody che questi pesci sono attratti dal sangue, dai movimenti e dai suoni, come il sonar o il radar. Brody chiede alla biologa se vi sia la possibilità che uno squalo che stava lottando con l'orca avendo la peggio avrebbe potuto richiamare e farsi aiutare da un secondo squalo che l'avrebbe uccisa, proprio come fanno i delfini; la biologa gli risponde che gli squali non sono capaci di provare sentimenti.
Lo sceriffo incontra il sindaco Vaughn per discutere della possibilità che la città abbia un altro problema con un nuovo squalo. Vaughn non gli crede e lo avverte di non fare niente di affrettato. Più tardi, Brody vede galleggiare una sezione del motoscafo esploso non distante dalla riva e, quando entra in acqua per recuperarlo, trova i resti carbonizzati della guidatrice del veicolo incastrati sotto il pezzo di legno. Chiama subito l'obitorio per le analisi.
Quella notte Brody inietta del cianuro di sodio all'interno di alcune munizioni di rivoltella. Adirato dalla riluttanza di suo figlio maggiore Mike nel trovare un lavoro estivo e preoccupato che egli esca in mare in vela, lo fa assumere in spiaggia a fare lavori di mantenimento e ristrutturazione degli stabilimenti balneari. Il giorno successivo, dalla cima di una torre di osservazione, Brody crede di vedere l'ombra di un grande squalo avvicinarsi ai bagnanti. Ordina a tutti di uscire dall'acqua, sparando colpi con la pistola di ordinanza e creando il panico. Viene poi umiliato pubblicamente quando si capisce che l'ombra altro non è che un banco di pesci. I sospetti di Brody vengono comunque alimentati quando ritira gli sviluppi delle foto presenti nella macchina fotografica ritrovata sotto il panfilo abbandonato, nelle quali si vede un primo piano dell'occhio dello squalo. Questi sospetti non vengono condivisi dal consiglio comunale della città e dall'impresario locale Len Peterson, in quanto la foto risulta poco chiara e la città sta vivendo un'ondata di turismo. Per la reazione avuta sulla spiaggia poche ore prima, Brody viene licenziato.
Il mattino seguente, Mike esce di casa furtivamente per andare in barca a vela con i suoi amici, ma suo fratello minore Sean lo segue e insiste per andare con lui. Tutti i giovani prendono il largo. Nel loro giro, incontrano un gruppo di subacquei capitanati dall'istruttore Tom Andrews. Poco dopo essersi immerso, Tom incontra lo squalo; preso dal panico risale con ogni forza verso la superficie, procurandosi un'embolia. Intanto due dei ragazzi in vela, Tina ed Eddie, vengono attaccati dallo squalo, che colpisce la loro imbarcazione facendo cadere in acqua Eddie, il quale viene divorato dallo squalo, lasciando Tina sola e terrorizzata sulla barca.
Brody conduce Ellen al lavoro, quando nota un'ambulanza correre per i pontili; decide così di seguirla. I due trovano Tom che sta per essere caricato sul mezzo e Brody intuisce che qualcosa deve averlo terrorizzato a morte mentre era sott'acqua. Hendricks informa Brody che Mike è in barca a vela con gli altri ragazzi, ed entrambi prendono la barca della polizia per andare a recuperarli. Ellen si unisce a loro. Riescono a trovare la barca di Eddie con Tina nascosta nello scafo. La ragazza - sotto shock - urla in istericamente circa la presenza di uno squalo, confermando i sospetti di Brody. Hendricks ed Ellen portano Tina a riva con l'aiuto di una barca di passaggio, mentre Brody continua la ricerca dei ragazzi, sperando di arrivare in tempo per salvarli. La gita in vela prosegue bene fino a che lo squalo non fa la sua comparsa urtando una imbarcazione e causando lo scontro delle barche l'una con l'altra, rendendole inutilizzabili. Mike cade in acqua svenuto dopo essere stato colpito alla testa; lo squalo lo raggiunge, ma fortunatamente due suoi amici, che hanno l'unica barca ancora utilizzabile, riescono a tirarlo fuori dall'acqua appena in tempo. Dopo averlo salvato, tornano verso la costa a cercare aiuto. Il resto dei ragazzi rimane alla deriva verso il mare aperto, sulle imbarcazioni legate insieme per formare una sorta di grande zattera.
Il pilota di un elicottero della guardia costiera li individua, ammara e si lega a loro con una corda così da poterli trascinare sulla terra ferma. Pochi istanti prima del decollo, lo squalo assale la base del velivolo causandone il ribaltamento e la morte del pilota. Parti delle eliche colpiscono le barche, e il panico causato da questo nuovo attacco fa cadere Sean in acqua, ma viene rapidamente salvato da Margie, che lo solleva su una carena galleggiante; mentre la ragazza sta issandosi a sua volta, lo squalo compare alle sue spalle e la divora, tra le urla dei suoi compagni.
Trasportati dalla corrente, i giovani giungono lentamente a Cable Junction, una piccola isola rocciosa con una stazione per trasmettere l'elettricità all'isola di Amity.
Brody sta navigando in mezzo al mare e incontra Mike, il quale lo informa che anche Sean è con gli altri e che stanno andando alla deriva verso Cable Junction. Brody li raggiunge, ma lo squalo riappare e fa arenare la barca sulle rocce di Cable Junction. Brody lancia una corda zavorrata verso i ragazzi, ma inaspettatamente si impiglia tirando fuori dall'acqua parte del cavo della linea elettrica ad alta tensione. La maggior parte dei ragazzi viene spinta in acqua dopo un ulteriore attacco dello squalo, e nuota verso Cable Junction salvandosi. Lucy, una ragazza del gruppo, viene ferita lievemente dalle branchie dell'animale, ma riesce a issarsi anche lei sull'isolotto. Utilizzando un canotto gonfiabile, Brody scende in acqua e attira lo squalo picchiando ripetutamente il cavo elettrico con una pagaia, sperando che la bestia eviti gli altri e si concentri su di lui. Lo squalo si avvicina inesorabile e spalanca le fauci verso Brody, ma questi si getta all'indietro con il suo canotto, lasciando azzannare all'animale solo il cavo ad alta tensione. Lo squalo muore fulminato e la sua carcassa carbonizzata affonda nell'oceano. Brody porta il gommone verso le imbarcazioni e aiuta Jackie, una delle ragazze, e Sean - gli unici a non essere caduti in acqua - a salire a bordo, portandoli dagli altri superstiti su Cable Junction ad attendere i soccorsi.

## Produzione

### Sviluppo
Lo studio produttore volle un seguito del film, appena visto il successo di Lo squalo. Howard Sackler, che contribuì alla stesura dello script del film originale, ma scelse di non essere inserito nei crediti, venne ingaggiato per stendere una prima bozza di sceneggiatura. Egli inizialmente propose di realizzare un prequel basato sull'affondamento dell'USS Indianapolis di cui parlava Quint nel primo film. Il presidente della Universal Studios, Sid Sheinberg, rifiutò l'idea. Sheinberg propose che sua moglie Lorraine Gary "potesse andare in barca ad aiutare i ragazzi". Richard D. Zanuck non accettò e replicò con "dovrà passare sul mio cadavere". La successiva bozza de Lo squalo 2 non presentava il personaggio della Gary prendere mare.
Nell'ottobre del 1975, Steven Spielberg parlò al San Francisco Film Festival dicendo che "fare un seguito su qualunque cosa è solo un trucco da quattro soldi per fare cassa (making a sequel to anything is just a cheap carny trick)" e che non aveva ancora risposto ai produttori che gli avevano chiesto di girare Lo squalo 2. Disse poi al pubblico che la sua idea per la trama consisteva nel coinvolgere i figli di Quint e Brody nella caccia di un nuovo squalo. Brown disse poi che Spielberg non era intenzionato a dirigere un sequel in quanto pensava di aver già fatto il film definitivo su uno squalo.
Su consiglio di Sackler il regista teatrale John D. Hancock venne scelto per dirigere la pellicola. Sackler si sentì poi tradito quando Dorothy Tristan, la moglie di Hancock, venne invitata a riscrivere il suo script. Hancock incominciò a sentire la pressione per la regia del suo primo film d'azione, con alle spalle solo altri tre film e piccoli drammi teatrali ("with only three film credits, and all small-scale dramas"). I produttori furono insoddisfatti del suo materiale e un sabato sera del giugno 1977, dopo un incontro tra produttori e responsabili dell'Universal, il regista venne licenziato. Lui e sua moglie, che erano coinvolti nella produzione da diciotto mesi, partirono inaspettatamente per Roma e la produzione rimase ferma per qualche settimana. Avendo già lavorato alla produzione del primo film, Carl Gottlieb venne ingaggiato per dare una revisione allo script aggiungendoci humor. Ai produttori sarebbe costato meno assumere Gottlieb a inizio produzione invece che assumerlo per la riscrittura dello script.
In questo scenario Spielberg prese in considerazione l'idea di dirigere il film con una sceneggiatura basata sul monologo di Quint sull'Indianapolis. A causa del suo contratto per Incontri ravvicinati del terzo tipo, tuttavia, non sarebbe stato in grado di girare il film in quegli anni, un lasso temporale troppo lungo secondo i produttori. Lo scenografo Joe Alves (che dirigerà Lo squalo 3) e Verna Fields (promossa vicepresidente dell'Universal dopo il suo acclamato montaggio del primo film) si proposero come co-registi. La richiesta venne declinata dal DGA: in parte perché non vollero permettere che un membro del DGA venisse sostituito da uno che non lo era e in parte perché seguendo la scia di eventi sul set di Il texano dagli occhi di ghiaccio avevano istituito un divieto ai membri del cast artistico e tecnico di prendere la regia di un film durante la sua produzione. Le redini del progetto vennero allora date in mano a Jeannot Szwarc, meglio conosciuto per i film tv Bug - Insetto di fuoco e Night Gallery, durante il quale conobbe Alves. Szwarc riprese la produzione filmando una difficile scena (quella dello sci acquatico) che avrebbe richiesto a Gottlieb parecchio tempo per la stesura. Egli reinsierì il personaggio di Hendricks, interpretato da Jeffrey Kramer, che era stato tagliato durante la stesura della prima sceneggiatura. Molti dei giovani vennero licenziati permettendo un migliore sviluppo dei ruoli rimasti.
I modelli degli squali fuorono riutilizzati da quelli del primo film, ma le valvole erano rovinate in quanto lasciate all'esterno. Tre squali vennero costruiti per il film. Il primo era lo "squalo piattaforma" spesso chiamato "squalo lussuoso". Lo scenografo Joe Alves e il progettista degli effetti meccanici Bob Mattey furono in grado di riutilizzare lo stesso modello di squalo del primo film. Dovettero però sistemare le componenti elettriche in quanto tolte dal modello originario. Il progetto di Mattey era molto più complicato e ambizioso di quello del primo film. Cable Junction, l'isola che si vede nel climax del film, era una chiatta galleggiante che ospitava i meccanismi dello "squalo piattaforma". Gli altri squali erano una pinna e un modello completo entrambi gestiti dalle imbarcazioni.
Benché il primo film fu lodato per aver lasciato lo squalo all'immaginazione dello spettatore per i primi due terzi del film Szwarc pensò che dovevano mostrarlo il più possibile perché "mostrarlo la prima volta quando esce dall'acqua" non sarebbe dovuto ripetersi. Anche se la critica pensò che il mostrare troppo lo squalo lo abbia reso "molto meno terrificante rispetto al suo contemporaneo quasi mistico (seems far less terrifying than its almost mystical contemporary)", Szwarc credette che la riduzione della suspense Hitchcockiana fosse inevitabile, in quanto il pubblico già sapeva l'aspetto dello squalo dopo aver visto il finale del primo film. Altri critici hanno commentato il film dicendo "non c'era modo che potessero mai duplicare l'efficacia dell'originale (there was no way that they were ever going to duplicate the effectiveness of the original)".I produttori riuscirono comunque a conferire all'animale un aspetto più spaventoso, imprimendogli la cicatrice causata dall'esplosione del motoscafo nelle prime scene del film.

### Il coinvolgimento di Scheider
Roy Scheider riprese riluttante il ruolo di Martin Brody. Aveva da poco abbandonato il ruolo di Michael ne Il cacciatore dopo due settimane di produzione per "divergenze creative". La Universal decise di "perdonarlo" se fosse apparso in Lo squalo 2: Scheider infatti aveva firmato un contratto di tre film con la Universal ai tempi del primo film, e dopo il suo forfait per Il cacciatore i produttori decisero che Lo squalo 2 sarebbe valso come i due film che doveva girare per contratto.
L'atmosfera era tesa sul set, con frequenti litigi con il regista Szwarc. La spaccatura venne articolata mediante relazioni scritte. In una lettera a Szwarc, Scheider scrisse che "lavorare con Jeannot Szwarc è essere consapevoli che lui non dirà mai di essersi sbagliato o non ammetterà mai di chiudere un occhio su certe cose. Questo per me è una stronzata!" E richiese le scuse dal regista per non averlo consultato. Szwarc replicò dicendo che il film rispettava tutti i "migliori standard" possibili.
Gran parte del cast del primo film venne riconfermato: Lorraine Gary tornò nel ruolo della moglie di Brody, e il suo ruolo venne ampliato rispetto al primo film, e lo stesso fece anche l'attore Murray Hamilton, che tuttavia fu costretto a girare subito le proprie scene a causa di problemi di salute di sua moglie. Richard Dreyfuss non tornò fra i personaggi poiché impegnato con Spielberg nelle riprese di Incontri ravvicinati del terzo tipo.

### Riprese
Le riprese durarono dal 15 giugno al 4 settembre 1977.
La località di Martha's Vineyard venne nuovamente utilizzata per le riprese della città. Benché qualche residente fosse preoccupato per la propria riservatezza, molti abitanti dell'isola furono lieti al pensiero del ritorno economico e di immagine che si avrebbe avuto. Poco dopo che la produzione arrivò nel giugno 1977, il giornale locale Grapevine scrisse:
Molti residenti speravano di fare parte del cast nel ruolo di comparse. Altri invece non erano entusiasti dalla presenza del cast e della troupe, e non vollero cooperare. Solo una drogheria permise di utilizzare la sua finestra per eventuali riprese. "Universal va' a casa" era una scritta che compariva sulle magliette nei giorni centrali di giugno.
La maggior parte del film venne girata a Navarre Beach in Florida, a causa del clima caldo e secco e della profondità del mare ideale ad accogliere la piattaforma dello squalo. L'isola di Cable Junction venne costruita su una chiatta così che i grandi meccanismi della piattaforma potessero essere messi al di sotto di essa o al massimo nelle vicinanze. In una occasione il set ruppe il suo ancoraggio e andò alla deriva verso Cuba, ma venne prontamente recuperato. Dei veri squali martello circolarono attorno ai giovani attori durante una delle riprese. Ma a causa dell'interpretazione della scena stessa, dove apparivano angosciati e disperati, la troupe che filmava da una certa distanza non si rese conto che gli attori stavano chiedendo veramente aiuto.
Le riprese interne dove i ragazzi giocano a flipper vennero girate presso l'Hog's Breath Saloon di Okaloosa Island. I produttori hanno dovuto chiedere il permesso al Dipartimento per la Regolazione Ambientale dello Stato della Florida per immergere la piattaforma dalla quale veniva controllato lo squalo sul fondo del mare.

## Colonna sonora
| Recensione            | Giudizio |
| --------------------- | -------- |
| Music from the Movies |          |

John Williams è tornato a comporre la colonna sonora per Lo squalo 2 dopo aver vinto un Oscar alla migliore colonna sonora per il suo lavoro nel primo film. Szwarc disse che la musica per il sequel sarebbe dovuta essere "più complessa in quanto il film era più complesso". Williams disse che la colonna sonora finale era molto ampia, permettendogli un maggior uso dell'orchestra assieme a note lunghe per "riempire i vuoti" creati dal regista.
I critici hanno apprezzato il componimento di Williams, affermando che reggesse il confronto con l'originale. Williams utilizza "un paio di elementi base dell'originale - per esempio il tema dello squalo - e crea della musica nuova che prende delle interessanti direzioni." La partitura è "più disturbante" rispetto alla precedente e "Williams affascina con una nuova musica per le avventure in mare aperto." In quanto Lo squalo 2 "non è un film che richiede oscurità... Williams si ferma a ogni pausa del film per renderlo più eccitante e far crescere la suspense il più possibile."
Secondo le liner notes, Williams ha "senso del drammatico accompagnato da uno squisito senso musicale e una conoscenza dell'orchestra che rende la composizione una delle sue migliori." È una "brillante performance di una mini sinfonia realizzata con fini strumenti reperibili ovunque."
A causa dei tempi stretti, il film non era ancora terminato quando Williams incominciò a lavorare alla composizione, "permettendogli così di creare temi basati su idee ed emozioni che immaginava ci fossero". Benché Mike Beek fece un commento positivo al film disse anche che "la musica innalza certamente il livello qualitativo che non sarebbe stato lo stesso con il lavoro di altre persone".

### Tracce
Lato A
1. Finding the "Orca" (Main Title)
2. Menu
3. Ballet for Divers
4. Water Kite Sequence
5. Brody Misunderstood
6. Catamaran Race
7. Toward Cable Junction
8. Attack on the Helicopter

Lato B
1. Open Sea
2. Fire Aboard and Eddie's Death
3. Sean's Rescue
4. Attack on the Water Skier
5. Big Jolt!
6. End Title, End Cast

## Promozione
(Tagline del film)

## Distribuzione

### Date di uscita
Le date di uscita internazionali sono state:
- 16 giugno 1978 negli Stati Uniti
- 16 novembre in Spagna
- 28 novembre in Italia
- 30 novembre in Australia
- 2 dicembre in Giappone
- 11 dicembre in Danimarca
- 14 dicembre in Messico
- 15 dicembre in Portogallo
- 18 dicembre in Svezia
- 21 dicembre in Colombia
- 22 dicembre in Finlandia
- 25 dicembre in Brasile, Uruguay
- 26 dicembre in Gran Bretagna, Irlanda
- 25 gennaio 1979 in Argentina
- 30 gennaio nelle Filippine
- 8 febbraio in Germania
- 16 marzo in Norvegia
- 1 luglio in Polonia
- 25 luglio nella Corea del Sud

### Edizioni home video
Lo squalo 2 uscì in VHS e Laserdisc per la prima volta nel 1980, dopo essere nuovamente uscito nelle sale nei primi mesi del 1980. Molti critici lo hanno elogiato per la quantità di effetti speciali. Inoltre nel 1990 la Universal Home Video distribuì nuovamente il film in una versione formato mono 5.1. La gestazione del DVD è durata diversi anni.
Il film venne distribuito, negli USA, in formato DVD nel 2001, e anche nel resto del mondo. In molti hanno apprezzato la quantità di contenuti speciali presenti, molto rara per un sequel, anche DVD Authority afferma che "ne contiene di più di altri film usciti in 'Edizione Speciale' discs". Tra questi è presente un making off di 45 minuti diretto da Laurent Bouzereau, responsabile di molti documentari sui film dell'Universal. L'attore Keith Gordon, che nel film interpreta uno dei ragazzi in barca a vale, è protagonista di un piccolo speciale dove spiega la sua esperienza sul set del film e di come Lo squalo 2 sia stato importante per la sua carriera. In un altro speciale il regista Jeannot Szwarc spiega i problemi causati dal titolo francese: in Francia infatti il film avrebbe dovuto essere stato distribuito con il titolo Les Dents de la mer 2; solo che, a causa della somiglianza con un certo aggettivo dispregiativo e volgare nella pronuncia, il film uscì col titolo Les Dents de la mer, 2e partie.
Il disco contiene inoltre numerose scene eliminate. Una di queste mostra gli uomini del consiglio comunale votare per licenziare Brody. Il sindaco (Murray Hamilton) è l'unico a votare per salvarlo. È anche presente la scena dell'attacco all'elicottero e al pilota del mezzo dopo che lui e il velivolo si sono ribaltati in acqua. La scena venne tagliata in quanto in contrasto con il grado di censura desiderato, il PG certificate. In un'altra scena vediamo Martin accompagnare Ellen al lavoro e poi multare il suo capo, Len Peterson, mentre in un'altra Ellen discute con Martin sul lavoro estivo di Mike. Entrambe le scene furono tagliate da Swarcz poiché spezzavano la suspense del film.
Nonostante l'audio sia Dolby Digital 2.0 mono, un commentatore per Film Freak Central dice che "la composizione di Williams spesso sembra riprodotta in formato stereo". La BBC a proposito dice che questo mix "aggiunge quei bassi che il 5.1 avrebbe offerto".
Il 7 giugno 2016 la Universal ha inoltre distribuito il film in Blu-ray.

## Accoglienza

### Incassi
Lo squalo 2 è stato il film più costoso che la Universal avesse prodotto fino a quel momento, costando allo studio 30 milioni di dollari.
Il film fu un grande successo al botteghino: venne inizialmente distribuito negli USA in 640 cinema incassando $ 9.866.023 nel suo primo weekend di programmazione. Continuò a guadagnare $ 77.737.272 durante il suo rilascio iniziale, diventando uno dei film di maggior incasso del 1978 insieme a Grease (Brillantina), uscito lo stesso giorno, il 16 giugno.
Al termine della sua vita distributiva in sala, Lo squalo 2 ha superato i $ 100 milioni con le ristampe, guadagnando sul mercato nordamericano $ 102.922,376 e $ 208.900.376 in tutto il mondo. Nonostante abbia incassato meno della metà del suo predecessore, è diventato il sequel con il maggior incasso nella storia fino a quel momento e rimase nella classifica dei 25 film di maggior successo al box office per oltre due decenni.

### Critica
Nel corso degli anni, il film ha ricevuto recensioni contrastanti, sebbene sia ampiamente considerato il migliore dei tre sequel de Lo squalo.
Il sito web aggregatore di recensioni Rotten Tomatoes riporta una valutazione di approvazione del 61% basata su 33 recensioni, con una valutazione media di 6,5/10. Il consenso critico del sito recita: "Lo Squalo 2 non si avvicina mai ai brividi persistenti del suo predecessore classico, ma è ragionevolmente divertente per un sequel che non ha motivo di esistere". Un altro aggregatore di recensioni, Metacritic, ha dato al film un punteggio medio ponderato di 51 su 100 in base a 12 recensioni, indicando "recensioni contrastanti o medie". DVD Authority afferma "Dopo questo gli altri squali non sono dei bei film. Alcuni commentatori dicono: "Non è ovviamente il classico di Spielberg, ma è un buon prodotto come speravamo con qualche sequenza ottima quasi come l'originale, scene di shock, una storia abbastanza diversa e qualche personaggio ben caratterizzato." Le performance di Scheider, Gary e Hamilton sono state particolarmente apprezzate.
Nonostante molti critici trovino dei difetti comparando Szwarc negativamente a Spielberg essi dicono che "questo sequel possiede delle qualità che gli permettono di essere a tutti gli effetti un buon film". Le presenze di Richard Dreyfuss e Robert Shaw mancano specialmente quando i personaggi dei ragazzi diventano "stereotipi di ragazzi altamente annoiati durante le vacanze" che "irritano e urlano incessantemente" e "fanno del patetico vittimismo". A causa dell'enfasi data ai teenager alcuni critici hanno paragonato il film a un film slasher, genere molto in crescendo in quel periodo.
Il tagline, "Proprio quando sembrava che non ci fosse più pericolo a tornare in acqua (Just when you thought it was safe to go back in the water...)" è diventato uno dei più famosi della storia. Andrew J. Kuehn, che sviluppò il trailer di Lo squalo, è accreditato come l'ideatore della frase. È stato inoltre oggetto di molte parodie, come nell'adattamento cinematografico della serie televisiva Flipper, "Quest'estate è finalmente sicuro tornare in acqua (This summer it's finally safe to go back in the water)."

## Altri media
Lo scrittore Hank Searls ha tratto un romanzo dalla sceneggiatura del film. Il libro si ricollega al romanzo originale di Benchley, pur presentando alcune differenze di trama (è citato, per esempio, il trauma subito da Mike dopo che lo squalo uccide un uomo davanti ai suoi occhi, scena non presente nel libro). Spiega inoltre che lo squalo è una femmina, ingravidata dal maschio comparso nel primo libro e che, poco prima di morire, essa partorisce un piccolo (che sarà poi antagonista del terzo e ultimo libro della serie, scritto sempre da Searls e basato sul quarto film della serie).